# Luguelín Santos
Luguelín Santos, född den 12 november 1992 i Bayaguana, Dominikanska republiken, är en dominikansk friidrottare inom kortdistanslöpning.

## Karriär
Santos tog OS-silver på 400 meter vid friidrottstävlingarna 2012 i London.